# Dmitrij Aleničev
Dmitrij Anatol'evič Aleničev (in russo Дми́трий Анато́льевич Але́ничев?; Velikie Luki, 20 ottobre 1972) è un allenatore di calcio ed ex calciatore russo.

## Carriera

### Club
Centrocampista, si mette in mostra nella Prem'er-Liga dal 1991 al 1998 giocando prima con il Lokomotiv e poi con lo Spartak, entrambi club di Mosca. Nel 1997 viene eletto giocatore russo dell'anno e si attira le attenzioni degli italiani della Roma, che lo porta a giocare in Serie A tra il nel 1998, acquistandolo per la cifra di 12 miliardi di lire.
Coi giallorossi segna un gol il 17 ottobre 1998 nella partita interna contro la Fiorentina, che la squadra capitolina perdeva 0-1 al 90', ma vincerà per 2-1 al 94'. Dopo una prima stagione non del tutto convincente (21 presenze e 2 reti per lui), al suo secondo anno in Italia viene inserito nello scambio di mercato con il Perugia, che prevede il passaggio in giallorosso di Hidetoshi Nakata ed il prestito del giocatore russo alla società umbra; coi biancorossi disputa il girone di ritorno di quel campionato.
All'inizio della stagione 2000-2001 viene quindi ceduto ai lusitani del Porto, dove rimane sino al 2004: qui vince la Coppa UEFA 2002-2003 e la Champions League 2003-2004, segnando nelle finali di entrambe le competizioni, cosa che è riuscita solo a lui, Allan Simonsen, Hernan Crespo, Steven Gerrard, Pedro e Diego Godin. Torna quindi in patria, allo Spartak Mosca, dove chiude la carriera nel 2006.

### Nazionale
Con la Nazionale russa ha disputato 55 incontri e siglato 6 reti tra il 1996 e il 2004, partecipando al Mondiale 2002 in Giappone e Corea del Sud e agli Europei 2004 in Portogallo.

### Carriera da allenatore
Nell'estate del 2015 Alenicev viene nominato allenatore dello Spartak Mosca, con cui raggiunge la qualificazione ai preliminari della UEFA Europa League 2016-2017. Il 5 agosto 2016 è però costretto a dimettersi dalla proprietà del club a seguito della clamorosa eliminazione ai preliminari da parte dei modesti ciprioti dell'AEK Larnaca (andata 1-1 a Cipro, ritorno 0-1 a Mosca). Viene quindi rimpiazzato dal suo vice Massimo Carrera. Dall'estate del 2017 l'ex calciatore della Roma allena lo Enisej di Krasnoyarsk, club della seconda divisione russa.

## Statistiche

### Presenze e reti con i club
Statistiche aggiornate al termine della carriera.
| Stagione                     | Squadra                      | Campionato                   | Campionato | Campionato | Coppe nazionali | Coppe nazionali | Coppe nazionali | Coppe continentali | Coppe continentali | Coppe continentali | Altro | Altro | Altro | Totale | Totale |
| Stagione                     | Squadra                      | Comp                         | Pres       | Reti       | Comp            | Pres            | Reti            | Comp               | Pres               | Reti               | Comp  | Pres  | Reti  | Pres   | Reti   |
| ---------------------------- | ---------------------------- | ---------------------------- | ---------- | ---------- | --------------- | --------------- | --------------- | ------------------ | ------------------ | ------------------ | ----- | ----- | ----- | ------ | ------ |
| 1990                         | Mashinostroitel Pskov        | VNL                          | 31         | 4          | -               | -               | -               | -                  | -                  | -                  | -     | -     | -     | 31     | 4      |
| 1991                         | Mashinostroitel Pskov        | VNL                          | 7          | 3          | -               | -               | -               | -                  | -                  | -                  | -     | -     | -     | 7      | 3      |
| Totale Mashinostroitel Pskov | Totale Mashinostroitel Pskov | Totale Mashinostroitel Pskov | 38         | 7          |                 | -               | -               |                    | -                  | -                  |       | -     | -     | 69     | 6      |
| 1991                         | Lokomotiv Mosca              | VL                           | 16         | 0          | CU              | 5               | 1               | -                  | -                  | -                  | -     | -     | -     | 21     | 1      |
| 1992                         | Lokomotiv Mosca              | VL                           | 17+7       | 2+0        | CR              | 2               | 0               | -                  | -                  | -                  | -     | -     | -     | 26     | 2      |
| 1993                         | Lokomotiv Mosca              | VL                           | 29         | 4          | CR              | 2               | 0               | CU                 | 2                  | 0                  | -     | -     | -     | 35     | 4      |
| Totale Lokomotiv Mosca       | Totale Lokomotiv Mosca       | Totale Lokomotiv Mosca       | 62+7       | 6+0        |                 | 9               | 1               |                    | 2                  | 0                  |       | -     | -     | 80     | 7      |
| 1994                         | Spartak Mosca                | VL                           | 17         | 3          | CR+CR           | 3+3             | 0               | UCL+UCL            | 1+5                | 0+1                | -     | -     | -     | 29     | 4      |
| 1995                         | Spartak Mosca                | VL                           | 27         | 4          | CR              | 3               | 0               | UCL                | 6                  | 2                  | -     | -     | -     | 36     | 6      |
| 1996                         | Spartak Mosca                | VL                           | 32         | 7          | CR              | 3               | 2               | CU                 | 6                  | 1                  | -     | -     | -     | 41     | 10     |
| 1997                         | Spartak Mosca                | VL                           | 33         | 2          | CR              | 5               | 2               | UCL+CU             | 2+9                | 0+1                | -     | -     | -     | 49     | 5      |
| 1998                         | Spartak Mosca                | VD                           | 13         | 2          | -               | -               | -               | -                  | -                  | -                  | -     | -     | -     | 13     | 2      |
| 1998-1999                    | Roma                         | A                            | 21         | 1          | CI              | 3               | 1               | CU                 | 6                  | 1                  | -     | -     | -     | 30     | 3      |
| 1999-gen. 2000               | Roma                         | A                            | 7          | 1          | CI              | 3               | 0               | CU                 | 3                  | 3                  | -     | -     | -     | 13     | 4      |
| Totale Roma                  | Totale Roma                  | Totale Roma                  | 28         | 2          |                 | 6               | 1               |                    | 9                  | 4                  |       | -     | -     | 43     | 7      |
| gen.-giu. 2000               | Perugia                      | A                            | 15         | 0          | CI              | -               | -               | -                  | -                  | -                  | -     | -     | -     | 15     | 0      |
| lug. 2000                    | Perugia                      | -                            | -          | -          | -               | -               | -               | Int                | 2                  | 1                  | -     | -     | -     | 2      | 1      |
| Totale Perugia               | Totale Perugia               | Totale Perugia               | 15         | 0          |                 | -               | -               |                    | 2                  | 1                  |       | -     | -     | 17     | 1      |
| ago. 2000-2001               | Porto                        | PL                           | 28         | 3          | CP              | 6               | 4               | UCL+CU             | 2+7                | 0+1                | SP    | 2     | 1     | 45     | 9      |
| 2001-2002                    | Porto                        | PL                           | 20         | 3          | CP              | 2               | 0               | UCL                | 6                  | 0                  | SP    | 0     | 0     | 28     | 3      |
| 2002-2003                    | Porto                        | PL                           | 19         | 4          | CP              | 5               | 0               | CU                 | 11                 | 2                  | -     | -     | -     | 35     | 6      |
| 2003-2004                    | Porto                        | PL                           | 17         | 2          | CP              | 5               | 1               | UCL                | 9                  | 2                  | SP+SU | 1+1   | 0     | 33     | 5      |
| Totale Porto                 | Totale Porto                 | Totale Porto                 | 84         | 12         |                 | 18              | 5               |                    | 35                 | 5                  |       | 4     | 1     | 141    | 23     |
| 2004                         | Spartak Mosca                | PL                           | 13         | 3          | CR              | 2               | 0               | -                  | -                  | -                  | -     | -     | -     | 15     | 3      |
| 2005                         | Spartak Mosca                | PL                           | 8          | 0          | CR              | 3               | 0               | -                  | -                  | -                  | -     | -     | -     | 11     | 0      |
| 2006                         | Spartak Mosca                | PL                           | 0          | 0          | -               | -               | -               | -                  | -                  | -                  | SR    | 0     | 0     | 0      | 0      |
| Totale Spartak Mosca         | Totale Spartak Mosca         | Totale Spartak Mosca         | 143        | 21         |                 | 22              | 4               |                    | 29                 | 5                  |       | 0     | 0     | 194    | 30     |
| Totale carriera              | Totale carriera              | Totale carriera              | 377        | 48         |                 | 55              | 11              |                    | 77                 | 15                 |       | 4     | 1     | 513    | 75     |

### Cronologia presenze e reti in nazionale
| Cronologia completa delle presenze e delle reti in nazionale ― Russia | Cronologia completa delle presenze e delle reti in nazionale ― Russia | Cronologia completa delle presenze e delle reti in nazionale ― Russia | Cronologia completa delle presenze e delle reti in nazionale ― Russia | Cronologia completa delle presenze e delle reti in nazionale ― Russia | Cronologia completa delle presenze e delle reti in nazionale ― Russia | Cronologia completa delle presenze e delle reti in nazionale ― Russia | Cronologia completa delle presenze e delle reti in nazionale ― Russia |
| Data                                                                  | Città                                                                 | In casa                                                               | Risultato                                                             | Ospiti                                                                | Competizione                                                          | Reti                                                                  | Note                                                                  |
| --------------------------------------------------------------------- | --------------------------------------------------------------------- | --------------------------------------------------------------------- | --------------------------------------------------------------------- | --------------------------------------------------------------------- | --------------------------------------------------------------------- | --------------------------------------------------------------------- | --------------------------------------------------------------------- |
| 9-2-1996                                                              | Ta' Qali                                                              | Islanda                                                               | 0 – 3                                                                 | Russia                                                                | Torneo di Malta 1996                                                  | -                                                                     | 76’                                                                   |
| 11-2-1996                                                             | Ta' Qali                                                              | Russia                                                                | 3 – 1                                                                 | Slovenia                                                              | Torneo di Malta 1996                                                  | 1                                                                     | 80’                                                                   |
| 7-2-1997                                                              | Hong Kong                                                             | Russia                                                                | 1 – 1 dts (6 – 5 dtr)                                                 | Jugoslavia                                                            | Lunar New Year Cup 1997 - Semifinale                                  | -                                                                     | 46’                                                                   |
| 10-2-1997                                                             | Hong Kong                                                             | Russia                                                                | 2 – 1                                                                 | Svizzera                                                              | Lunar New Year Cup 1997 - Finale                                      | -                                                                     |                                                                       |
| 12-3-1997                                                             | Belgrado                                                              | Jugoslavia                                                            | 0 – 0                                                                 | Russia                                                                | Amichevole                                                            | -                                                                     | 74’                                                                   |
| 30-4-1997                                                             | Mosca                                                                 | Russia                                                                | 3 – 0                                                                 | Lussemburgo                                                           | Qual. Mondiali 1998                                                   | -                                                                     |                                                                       |
| 8-6-1997                                                              | Mosca                                                                 | Russia                                                                | 2 – 0                                                                 | Israele                                                               | Qual. Mondiali 1998                                                   | -                                                                     |                                                                       |
| 20-8-1997                                                             | San Pietroburgo                                                       | Russia                                                                | 0 – 1                                                                 | Jugoslavia                                                            | Amichevole                                                            | -                                                                     |                                                                       |
| 10-9-1997                                                             | Sofia                                                                 | Bulgaria                                                              | 1 – 0                                                                 | Russia                                                                | Qual. Mondiali 1998                                                   | -                                                                     |                                                                       |
| 11-10-1997                                                            | Mosca                                                                 | Russia                                                                | 4 – 2                                                                 | Bulgaria                                                              | Qual. Mondiali 1998                                                   | 2                                                                     | 46’ 82’                                                               |
| 29-10-1997                                                            | Mosca                                                                 | Russia                                                                | 1 – 1                                                                 | Italia                                                                | Qual. Mondiali 1998                                                   | -                                                                     |                                                                       |
| 15-11-1997                                                            | Napoli                                                                | Italia                                                                | 1 – 0                                                                 | Russia                                                                | Qual. Mondiali 1998                                                   | -                                                                     | 72’                                                                   |
| 18-2-1998                                                             | Amarousio                                                             | Grecia                                                                | 1 – 1                                                                 | Russia                                                                | Amichevole                                                            | -                                                                     |                                                                       |
| 25-3-1998                                                             | Mosca                                                                 | Russia                                                                | 1 – 0                                                                 | Francia                                                               | Amichevole                                                            | -                                                                     |                                                                       |
| 22-4-1998                                                             | Mosca                                                                 | Russia                                                                | 1 – 0                                                                 | Turchia                                                               | Amichevole                                                            | -                                                                     |                                                                       |
| 27-5-1998                                                             | Chorzów                                                               | Polonia                                                               | 3 – 1                                                                 | Russia                                                                | Amichevole                                                            | -                                                                     | cap.                                                                  |
| 30-5-1998                                                             | Tbilisi                                                               | Georgia                                                               | 1 – 1                                                                 | Russia                                                                | Amichevole                                                            | -                                                                     |                                                                       |
| 19-8-1998                                                             | Örebro                                                                | Svezia                                                                | 1 – 0                                                                 | Russia                                                                | Amichevole                                                            | -                                                                     | 46’                                                                   |
| 5-9-1998                                                              | Kiev                                                                  | Ucraina                                                               | 3 – 2                                                                 | Russia                                                                | Qual. Euro 2000                                                       | -                                                                     | 64’                                                                   |
| 10-10-1998                                                            | Mosca                                                                 | Russia                                                                | 2 – 3                                                                 | Francia                                                               | Qual. Euro 2000                                                       | -                                                                     | 78’                                                                   |
| 27-3-1999                                                             | Erevan                                                                | Armenia                                                               | 0 – 3                                                                 | Russia                                                                | Qual. Euro 2000                                                       | -                                                                     | 65’                                                                   |
| 31-3-1999                                                             | Mosca                                                                 | Russia                                                                | 6 – 1                                                                 | Andorra                                                               | Qual. Euro 2000                                                       | 1                                                                     |                                                                       |
| 18-8-1999                                                             | Minsk                                                                 | Bielorussia                                                           | 0 – 2                                                                 | Russia                                                                | Amichevole                                                            | -                                                                     | 46’                                                                   |
| 4-9-1999                                                              | Mosca                                                                 | Russia                                                                | 2 – 0                                                                 | Armenia                                                               | Qual. Euro 2000                                                       | -                                                                     |                                                                       |
| 8-9-1999                                                              | Andorra la Vella                                                      | Andorra                                                               | 1 – 2                                                                 | Russia                                                                | Qual. Euro 2000                                                       | -                                                                     | 61’                                                                   |
| 9-10-1999                                                             | Mosca                                                                 | Russia                                                                | 1 – 1                                                                 | Ucraina                                                               | Qual. Euro 2000                                                       | -                                                                     |                                                                       |
| 23-2-2000                                                             | Haifa                                                                 | Israele                                                               | 4 – 1                                                                 | Russia                                                                | Amichevole                                                            | -                                                                     |                                                                       |
| 26-4-2000                                                             | Mosca                                                                 | Russia                                                                | 2 – 0                                                                 | Stati Uniti                                                           | Amichevole                                                            | -                                                                     | 46’                                                                   |
| 16-8-2000                                                             | Mosca                                                                 | Russia                                                                | 1 – 0                                                                 | Israele                                                               | Amichevole                                                            | -                                                                     |                                                                       |
| 2-9-2000                                                              | Zurigo                                                                | Svizzera                                                              | 0 – 1                                                                 | Russia                                                                | Qual. Mondiali 2002                                                   | -                                                                     | 52’ 86’                                                               |
| 28-2-2001                                                             | Iraklio                                                               | Grecia                                                                | 3 – 3                                                                 | Russia                                                                | Amichevole                                                            | -                                                                     | 46’                                                                   |
| 24-3-2001                                                             | Mosca                                                                 | Russia                                                                | 1 – 1                                                                 | Slovenia                                                              | Qual. Mondiali 2002                                                   | -                                                                     | 65’                                                                   |
| 28-3-2001                                                             | Mosca                                                                 | Russia                                                                | 1 – 0                                                                 | Fær Øer                                                               | Qual. Mondiali 2002                                                   | -                                                                     | 46’                                                                   |
| 25-4-2001                                                             | Belgrado                                                              | Jugoslavia                                                            | 0 – 1                                                                 | Russia                                                                | Qual. Mondiali 2002                                                   | -                                                                     |                                                                       |
| 2-6-2001                                                              | Mosca                                                                 | Russia                                                                | 1 – 1                                                                 | Jugoslavia                                                            | Qual. Mondiali 2002                                                   | -                                                                     |                                                                       |
| 6-6-2001                                                              | Lussemburgo                                                           | Lussemburgo                                                           | 1 – 2                                                                 | Russia                                                                | Qual. Mondiali 2002                                                   | 1                                                                     | 60’                                                                   |
| 15-8-2001                                                             | Mosca                                                                 | Russia                                                                | 0 – 0                                                                 | Grecia                                                                | Amichevole                                                            | -                                                                     | 46’                                                                   |
| 5-9-2001                                                              | Tórshavn                                                              | Fær Øer                                                               | 0 – 3                                                                 | Russia                                                                | Qual. Mondiali 2002                                                   | -                                                                     | 83’                                                                   |
| 6-10-2001                                                             | Mosca                                                                 | Russia                                                                | 4 – 0                                                                 | Svizzera                                                              | Qual. Mondiali 2002                                                   | -                                                                     |                                                                       |
| 14-11-2001                                                            | Riga                                                                  | Lettonia                                                              | 1 – 3                                                                 | Russia                                                                | Amichevole                                                            | 1                                                                     | 59’                                                                   |
| 13-2-2002                                                             | Dublino                                                               | Irlanda                                                               | 2 – 0                                                                 | Russia                                                                | Amichevole                                                            | -                                                                     | 73’                                                                   |
| 17-5-2002                                                             | Mosca                                                                 | Russia                                                                | 1 – 1 dts (4 – 5 dtr)                                                 | Bielorussia                                                           | LG Cup 2002 (Russia) - Semifinale                                     | -                                                                     | 62’                                                                   |
| 19-5-2002                                                             | Mosca                                                                 | Russia                                                                | 1 – 1 dts (5 – 6 dtr)                                                 | Jugoslavia                                                            | LG Cup 2002 (Russia) - Finale 3º posto                                | -                                                                     | 81’                                                                   |
| 5-6-2002                                                              | Kōbe                                                                  | Russia                                                                | 2 – 0                                                                 | Tunisia                                                               | Mondiali 2002 - 1º turno                                              | -                                                                     |                                                                       |
| 14-6-2002                                                             | Fukuroi                                                               | Belgio                                                                | 3 – 2                                                                 | Russia                                                                | Mondiali 2002 - 1º turno                                              | -                                                                     | 64’                                                                   |
| 30-4-2003                                                             | Tbilisi                                                               | Georgia                                                               | 1 – 0                                                                 | Russia                                                                | Qual. Euro 2004                                                       | -                                                                     |                                                                       |
| 6-9-2003                                                              | Dublino                                                               | Irlanda                                                               | 1 – 1                                                                 | Russia                                                                | Qual. Euro 2004                                                       | -                                                                     | 38’                                                                   |
| 15-11-2003                                                            | Mosca                                                                 | Russia                                                                | 0 – 0                                                                 | Galles                                                                | Qual. Euro 2004                                                       | -                                                                     |                                                                       |
| 19-11-2003                                                            | Cardiff                                                               | Galles                                                                | 0 – 1                                                                 | Russia                                                                | Qual. Euro 2004                                                       | -                                                                     | 60’                                                                   |
| 31-3-2004                                                             | Sofia                                                                 | Bulgaria                                                              | 2 – 2                                                                 | Russia                                                                | Amichevole                                                            | -                                                                     | 46’                                                                   |
| 12-6-2004                                                             | Faro                                                                  | Spagna                                                                | 1 – 0                                                                 | Russia                                                                | Euro 2004 - 1º turno                                                  | -                                                                     |                                                                       |
| 16-6-2004                                                             | Lisbona                                                               | Portogallo                                                            | 2 – 0                                                                 | Russia                                                                | Euro 2004 - 1º turno                                                  | -                                                                     | 87’                                                                   |
| 20-6-2004                                                             | Faro                                                                  | Russia                                                                | 2 – 1                                                                 | Grecia                                                                | Euro 2004 - 1º turno                                                  | -                                                                     | cap. 65’                                                              |
| 4-9-2004                                                              | Mosca                                                                 | Russia                                                                | 1 – 1                                                                 | Slovacchia                                                            | Qual. Mondiali 2006                                                   | -                                                                     |                                                                       |
| 9-2-2005                                                              | Cagliari                                                              | Italia                                                                | 2 – 0                                                                 | Russia                                                                | Amichevole                                                            | -                                                                     | 46’                                                                   |
| Totale                                                                |                                                                       | Presenze                                                              | 55                                                                    |                                                                       | Reti                                                                  | 6                                                                     |                                                                       |

## Palmarès

### Giocatore

#### Club

##### Competizioni nazionali
- Campionato russo: 4

Spartak Mosca: 1994, 1996, 1997, 1998
- Coppa di Russia: 2

Spartak Mosca: 1993-1994, 1997-1998
- Coppa del Portogallo: 2

Porto: 2000-2001, 2002-2003
- Supercoppa di Portogallo: 2

Porto: 2001, 2003
- Campionato portoghese: 2

Porto: 2002-03, 2003-04

##### Competizioni internazionali
- Coppa UEFA: 1

Porto: 2002-03
- UEFA Champions League: 1

Porto: 2003-04

#### Individuale
- Calciatore russo dell'anno: 1

1997